# 豆濱螺屬
豆濱螺屬（学名：Peasiella）是玉黍螺科之下的一個屬。

## 物種
- 罗豆滨螺：分佈於越南、中国大陆[1]